# Harald Vogel
Harald Vogel (nacido en 1941) es un organista alemán y uno de los principales expertos en la música para teclado renacentista y barroca.[cita requerida] Ha sido profesor de órgano en la Universidad de las Artes de Bremen desde 1994. 
Vogel ha realizado un gran número de grabaciones, entre ellas 7 discos que incluyen la totalidad de las obras para órgano de Dieterich Buxtehude. 
Una publicación conmemorativa con ensayos en honor a la larga carrera de Vogel (Orphei Organi Antiqui) fue publicado por el Centro de Estudios para teclado de Westfield en 2006.